# 티타니아 (위성)

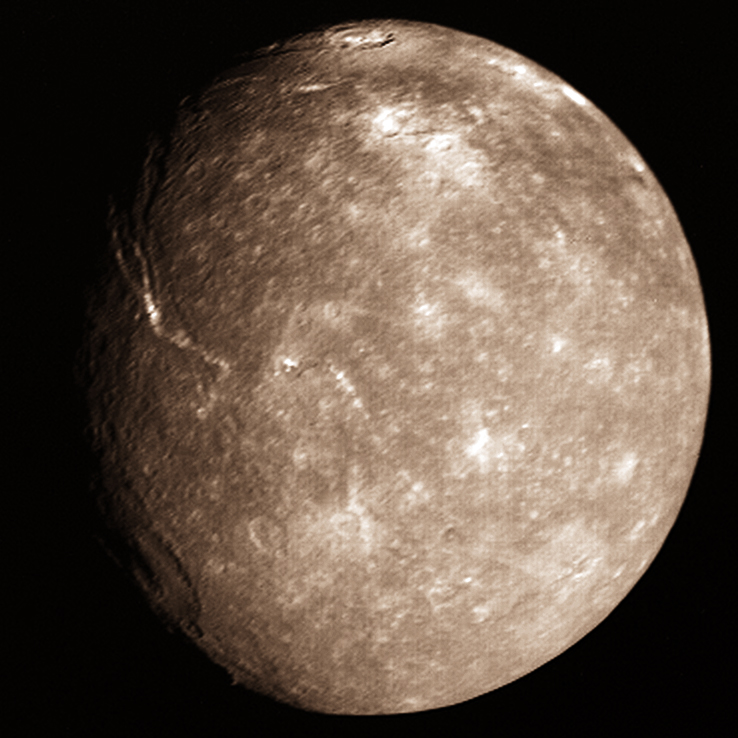
티타니아

티타니아(Titania)는 1787년 영국의 천문학자인 윌리엄 허셜이 발견한 천왕성의 위성이다. 공전주기 8.71(8.706)일, 지름 약 1,580km, 평균밀도 1.6g/cm3, 광도 14등급, 질량 3.49×10²¹kg이고, 천왕성으로부터 43만 5480km 떨어져 있다. 티타니아는 태양계에서 8번째로 큰 위성이다.
충돌구가 많으며 표면은 짙은 색의 암석과 얼음의 혼합물로 덮여있으며 약간의 동결된 메탄과 바위가 있을것으로 예측된다. 중앙 부분에 길이가 1,600km 정도 되는 커다란 단층계곡과 도랑 같은 계곡을 따라 밝은 구덩이가 많이 분포 되어 있어, 충돌의 흔적과 지질활동의 흔적을 찾아볼 수 있다.
천왕성의 위성 가운데 가장 먼저 발견되었으며, 달의 절반 정도 크기로 천왕성의 위성 중 제일 크다. 천왕성의 적도면에 평행한 원 궤도를 돌고 있어 지구에서 관찰하면 마치 천왕성을 중심으로 아래 위로 운동하는 것처럼 보인다. 이러한 사실은 천왕성의 자전축이 누워 있다는 것을 발견하는 단서가 되었다. 천왕성의 자전 방향과 같은 방향으로 공전하는 순행위성이다.
천왕성의 위성은 대부분 셰익스피어의 작품에 등장하는 인물들의 이름을 따서 지었다. 티타니아는 《한여름밤의 꿈》에 나오는 요정의 왕 오베론의 아내이다.

## 같이 보기
- 위성 목록